# Victor Leemans

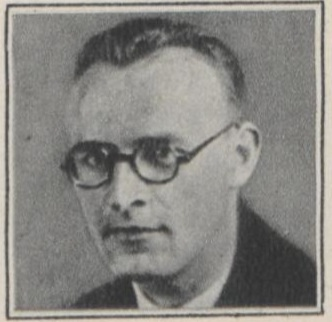
Victor Leemans

Victor Leemans (Stekene, 29 de julio de 1901-Lovaina 3 de marzo de 1971) fue un sociólogo, político e ideólogo prominente del movimiento flamenco radical en la década de 1930. 
Fue miembro de la organización Verdinaso, y es visto por algunos como el principal exponente flamenco del fenómeno histórico conocido como la revolución conservadora.
Leemans nació en Stekene. Obtuvo su doctorado en la École des Hautes Études Sociales de París, y fue profesor en la Universidad Católica de Lovaina. 
Durante la ocupación alemana fue Secretario General de Asuntos Económicos, y como tal fue perseguido después de la guerra. Fue absuelto en 1947, y sin muchos obstáculos siguió una carrera política en el Partido Demócrata Cristiano CVP (Christelijke Volkspartij). 
Fue nombrado senador provincial de Amberes en 1949, y también fue presidente del Parlamento Europeo entre 1965 y 1966.